# ایشو، شیگا
ایشو، شیگا (به لاتین: Aishō, Shiga) یک سکونتگاه مسکونی در ژاپن است که در استان شیگا واقع شده‌است.

## خصوصیات
ایشو ۱۹٬۸۲۹ نفر جمعیت دارد.